# تادله ازیلال
تادله ازیلال (به عربی: تادلة أزيلال‌) یکی از منطقه‌های مراکش بود که در مرکز این کشور قرار داشت. این استان ۱۷٬۱۲۵ کیلومتر مساحت داشت و جمعیت آن در سال ۲۰۰۴ برابر با ۱٬۴۵۰٬۵۱۹ نفر بوده است. مرکز منطقه شهر بنی‌ملال است.